# Castilleja porphyrosceptron
Castilleja porphyrosceptron är en snyltrotsväxtart som beskrevs av Guy L. Nesom. Castilleja porphyrosceptron ingår i släktet målarborstar, och familjen snyltrotsväxter. Inga underarter finns listade i Catalogue of Life.